# くるりんバス (蒲郡市)
くるりんバスとは、愛知県蒲郡市が運行するコミュニティバスであり、各路線ごとに愛称を付して「○○くるりんバス」の名称で運行している。
本項では「くるりんバス」の記事名で全路線について一括して記述する。愛称「くるりんバス」は市内循環バスであることを表す「くる」と三河弁の語尾「りん」を合わせたもので、コミュニティバス運行開始にあたり公募により決定された。
2023年（令和5年）3月時点で、市内5地区で5路線が運行されている、なお蒲郡市ではコミュニティバスを「支線バス」と称しており、各路線の正式名称は運行地区名を冠した「○○地区支線バス」である。
全路線の運行を豊鉄タクシーへ委託している。

## 概要

### 開業の経緯
蒲郡市西部の形原地区には、市内にある4つの温泉郷の一つである形原温泉があり（他に蒲郡温泉、三谷温泉、西浦温泉がある）、「形原温泉あじさいの里」では毎年6月に「あじさい祭り」が開催され観光客で賑わう。形原地区の中心部である海沿いには名古屋鉄道西尾線・蒲郡線、名鉄バス（蒲郡管理所の一般路線バス路線が運行している。
名鉄バスの一般路線バス廃止により、形原地区北部は公共交通機関の空白地帯となったことから、その代替交通手段を求める地区住民らが「形原地区コミュニティバス運行検討委員会」を結成し、市に対しコミュニティバス運行の要望書を提出するに至った。これを受け、市は2014年（平成26年）3月に「蒲郡市地域公共交通総合連携計画」を策定し、その中にモデル地区でのフィーダーバス路線（支線バス）の構築を盛り込んだ。そして形原地区でのモデル事業実施のため「形原地区公共交通協議会」が発足し、地域住民が主体となってコミュニティバスの計画策定や利用促進などについて協議を進めた。
そしてコミュニティバス運行にあたり、以下の3点を目的とすることとした。
1. 公共交通機関の空白地域解消 - 交通不便地域と鉄道駅や市内中心部を結び、買い物や通院など市民生活の利便性を向上させる。
2. 公共交通機関の利用促進 - モータリゼーションにより公共交通機関が衰退する一方で高齢化が進む中、公共交通の利用を促進することで外出機会を創出するとともに、地域の公共交通を守る意識を高める。
3. コミュニティ空間としてのバス - その名のとおり、新たな地域コミュニティの場を創出するようなコミュニティバスとする。

また形原地区では名古屋鉄道西尾線・蒲郡線も重要な公共交通機関であることから、地域として「赤い電車応援団」として地元の鉄道路線の支援も行っており、これらの鉄道路線がフィーダーバス（支線バス）であるコミュニティバスと結ばれることで、鉄道路線の利用促進にもつながると考えて一体的な支援を行ってきた。
こうした経緯をふまえ、市はまず形原地区をモデル地区に指定し、同地区と名鉄蒲郡線形原駅・三河鹿島駅などを結ぶコミュニティバスを「形原地区支線バス」として、2015年（平成27年）4月から実証実験運行を開始するべく検討を進めた。その過程で「形原地区支線バス」の愛称とシンボルマークを公募した結果、愛称を「あじさいくるりんバス」に決定した。愛称は「あじさいの里」として知られる形原温泉にちなむ。
2015年（平成27年）4月に実証実験運行を開始した「あじさいくるりんバス」は順調に利用者を伸ばし、2015年度（平成27年度）の年間利用者数は3,160人に達した。また同年内に運休日を変更し、運行開始時は年末年始運休を予定していたが、年始のみ運休へ改定し、年末の外出や買い物などに利用できるよう運行日を拡大している。
以降の年間利用者数は、2016年度（平成28年度）が3,927人、2017年度（平成29年度）は4,983人、2018年度（平成30年度）の年間利用者数は5,393人と増加を続けた。また「あじさいくるりんバス」は、2017年（平成29年）10月31日に累計利用者数が10,000人を突破している。利用が好調であったことから「あじさいくるりんバス」は2018年度から本格運行へ移行した。

### 路線の拡大
地元の熱意が市を動かした形原地区でのコミュニティバス成功を踏まえ、以降は市内各地に路線が新設され路線網が拡大した。その後に開設された他地区の路線愛称とシンボルマークも公募により決定されている。
2023年3月現在、以下の5地区で5路線が運行されている（運行開始日順）。
- 形原地区支線バス「あじさいくるりんバス」[2]
- 東部地区支線バス「とがみくるりんバス」[3]
- 西部地区支線バス「みかんの丘くるりんバス」[4] - 従来は公共交通機関がなかった地区での運行[11]。
- 三谷地区支線バス「おおしまくるりんバス」[5]
- 大塚地区支線バス「ひめはるくるりんバス」[6] - 従来は公共交通機関がなかった地区での運行[11]。

## 沿革
- 2015年（平成27年）4月：形原地区支線バス「あじさいくるりんバス」の実証実験運行を開始[7]。
- 2018年（平成30年）4月1日：形原地区支線バス「あじさいくるりんバス」が本格運行へ移行[10]。
- 2019年（令和元年）10月1日：東部地区支線バス「とがみくるりんバス」を運行開始[11]。蒲郡市民病院ふれあい広場で出発式を開催[11]。
- 2020年（令和2年）1月4日：西部地区支線バス「みかんの丘くるりんバス」を運行開始[11]。蒲郡市西部公民館で出発式を開催[11]。
- 2021年（令和3年）
  - 1月9日：三谷地区支線バス「おおしまくるりんバス」を運行開始[5][11][13]。三谷公民館で出発式を開催[11][13]。
  - 4月3日：大塚地区支線バス「ひめはるくるりんバス」を運行開始[6][11]。大塚公民館で出発式を開催[11]。これに先立ち同年3月、同路線用の車両を新規導入[11]。

## 各路線の概要
蒲郡市では公共交通機関の空白地帯解消のため、市内の5地区で5路線のコミュニティバスを運行している。

### 共通事項
- 担当部署：蒲郡市交通防犯課[1][2][3][4][5][6]
- 運賃：均一運賃で、各ルートごとに1乗車につき、大人（中学生以上）100円、小学生50円、未就学児は無料[2][3][4][5][6]。
  - 障害者など一人での乗車が難しい者は本人と介助者1名は運賃無料となる[2][3][4][5][6]。
  - 他ルートへ乗り換えできる停留所もあるが、その際の乗継割引はなく、1乗車ごとに運賃を支払う[3][4][5]。
- 乗降方式：運賃先払い。乗車時に運転手に行先を申告し、運賃を運賃箱へ入れる[2][3][4][5][6]。
- 運行日・運休日は各ルートにより異なる[2][3][4][5][6]。
- 運行受託事業者は、市が公募により路線ごとに決定している[11]。

### 形原地区支線バス「あじさいくるりんバス」
- 運行開始日：2015年（平成27年）4月[7]
- 運行事業者：豊鉄タクシー株式会社[2]
- 運行日：週4日（火曜日、木曜日、金曜日、土曜日）[2]
  - 令和4年4月1日の改定により金曜日の運行を開始[2]。これに伴う運行ルート・ダイヤの変更はない[2]。
- 運休日：年始（1月1日 - 1月3日）[2]
  - 2015年（平成27年）内に運休日を変更、運行開始時は年末年始（12月30日 - 1月3日）運休だったが、年始のみ運休へ改定[11]。
- 主な経由地：形原公民館、三河鹿島駅、形原温泉、ユトリーナ蒲郡[注釈 2]、形原駅[2]

### 東部地区支線バス「とがみくるりんバス」
- 運行開始日：2019年（令和元年）10月1日[11]
- 運行事業者：豊鉄タクシー株式会社[3]
- 運行日：週3日（火曜日、木曜日、土曜日）[3]
- 運休日：年末年始（12月30日 - 1月3日）[3]
- 主な経由地：蒲郡市民病院、三河三谷駅、東部公民館、蒲郡市立図書館
  - 令和3年4月1日改定により「スウィングトーク前」[注釈 3]停留所を新設。
- 乗り換え：「図書館」停留所[注釈 4]で「みかんの丘くるりんバス」と、「三谷駅北口」停留所で「おおしまくるりんバス」と、それぞれ乗り換え可能。

### 西部地区支線バス「みかんの丘くるりんバス」
- 運行開始日：2020年（令和2年）1月4日[11]
- 運行事業者：豊鉄タクシー株式会社[4]
- 運行日：週4日（火曜日、木曜日、金曜日、土曜日）[4]
  - 2023年（令和5年）4月1日の改定により金曜日も運行開始[4]。
- 運休日：年末年始（12月30日 - 1月3日）[4]
- 主な経由地：蒲郡市役所、蒲郡駅、蒲郡市民体育センター、図書館、西部公民館、バロー蒲郡店[4]
  - 2023年（令和5年）4月1日の改定によりルート変更とダイヤ改正を実施、「柏原公民館」「柏原西」停留所を新設、「門前」「下門前」停留所を廃止[4]。
- 乗り換え：「図書館」停留所[注釈 4]で「とがみくるりんバス」と乗り換え可能で、蒲郡市民病院や三河三谷駅へ行くことができる[4]。

### 三谷地区支線バス「おおしまくるりんバス」
- 運行開始日：2021年（令和3年）1月9日[5][11]
- 運行事業者：豊鉄タクシー株式会社[5]
- 運行日：週3日（火曜日、木曜日、土曜日）[5]
- 運休日：年末年始（12月30日 - 1月3日）[5]
- 主な経由地：三河三谷駅（北口・南口）、三谷公民館、三谷温泉、愛知県立三谷水産高等学校
- 乗り換え：「三谷駅北口」停留所で「とがみくるりんバス」と乗り換え可能で、蒲郡市民病院や蒲郡市立図書館へ行くことができる。

### 大塚地区支線バス「ひめはるくるりんバス」
- 運行開始日：2021年（令和3年）4月3日[6][11]
  - 運行開始にあたり、大塚公民館で出発式を開催した[11]。
- 運行事業者：豊鉄タクシー株式会社[6]
- 運行日：週3日（火曜日、木曜日、土曜日）[6]
- 運休日：年末年始（12月30日 - 1月3日）[6]
- 主な経由地：三河大塚駅、ひめはる会館、蒲郡東部病院[注釈 5]、丸山住宅[6]

## 利用促進への取り組み
各地区では地域の協議組織「公共交通協議会」を設置し、地域住民が主体となってコミュニティバス・公共交通機関の利用促進活動に取り組んでいる。各地区の「公共交通協議会」が主導して支線バスの事業計画の策定および運行準備、運行開始後の利用促進まで協力し、市と地域住民が一体となって公共交通を守るべく活動を続けている。
コミュニティバスの利用促進への取り組みとして、主な利用者層として高齢者をはじめとする交通弱者を対象としていることから、公民館や高齢者施設などで「出前講座」を開催し、バスに乗り慣れない市民にバスの乗り方や便利な利用法を解説している。「出前講座」では来場者に対し、バス運転手から乗り方を説明したり、実際にバス車両に乗車してもらうなどして、バス利用に慣れてもらい、コミュニティバスの利用促進を図るとともに、高齢者など交通弱者の外出支援の役割も担っている。
また子供たちにもコミュニティバスに親しんでもらうため、各地区で「くるりんバスぬりえ大会」を定期的に開催し、市内の保育園に通う児童に、各地区を運行するバス車両を実際に見ながらぬりえに色を塗ってもらい、各地区の公民館やアピタ蒲郡店に展示している。
そのほか、コミュニティバスの運行経費を補うため、各路線の車両やバス停留所への広告を募集しており、市内の企業（ニデックなど）、や商業施設（アピタ蒲郡店や個人商店など）、医療機関や金融機関（蒲郡信用金庫）、農協（蒲郡市農業協同組合）などが広告を出稿してコミュニティバス運行を支援している。
また蒲郡市ではコミュニティバスをはじめ市内の公共交通機関の利用促進のため「蒲郡市公共交通マップ」を作成し、市民に全戸配布して公共交通全体の利用促進に努めている。

## 運行経路
「くるりんバス」の名が示すとおり、すべて循環路線である。
形原地区支線バス「あじさいくるりんバス」
- 左回りルート：形原公民館 → 名鉄三河鹿島駅 → 形原温泉 → しあわせ会館口 → 名鉄形原駅 → 形原公民館
- 右回りルート：形原公民館 → 名鉄形原駅 → しあわせ会館口 → 形原温泉 → 名鉄三河鹿島駅 → 形原公民館

東部地区支線バス「とがみくるりんバス」
- 左右共通ルート：市民病院 → フィール蒲郡店 → 図書館 → スウィングトーク前 → コパン前 → 市民病院
- 左回りルート：市民病院 → ゲンキー → 東部公民館 → 三河三谷駅 → 迫公民館 → 五井町公民館 → 市民病院
- 右回りルート：市民病院 → 五井町公民館 → 迫公民館 → 三河三谷駅 → 東部公民館 → ゲンキー → 市民病院

西部地区支線バス「みかんの丘くるりんバス」
- 左回りルート：図書館 → 赤日子神社 → 坂本集会場 → 西部公民館 → 大宮神社西 → 市役所 → 蒲郡駅 → 図書館
- 右回りルート：図書館 → 蒲郡駅 → 市役所 → 大宮神社西 → 西部公民館 → 坂本集会場 → 赤日子神社 → 図書館

三谷地区支線バス「おおしまくるりんバス」
- 東回りルート：三谷駅北口 → 星越公園 → 三谷温泉 → 三谷駅南口 → 三谷公民館 → 三谷水産高校 → 蒲郡園芸ガーデン前 → 三谷駅北口
- 西回りルート：三谷駅北口 → 蒲郡園芸ガーデン前 → 三谷水産高校 → 三谷公民館 → 三谷駅南口 → 三谷温泉 → 星越公園 → 三谷駅北口

大塚地区支線バス「ひめはるくるりんバス」
- 左回りルート：三河大塚駅 → 産子山 → 大塚中学校 → ひめはる会館 → 三河大塚駅
- 右回りルート：三河大塚駅 → ひめはる会館 → 大塚中学校 → 産子山 → 三河大塚駅
- 左右共通ルート：三河大塚駅 → 勝川 → 蒲郡東部病院 → 蒲郡東高校入口 → 三河大塚駅

## 車両
豊鉄タクシーが保有するワンボックスカーの白いトヨタ・ハイエースを全路線で使用する。各路線ごとに専用車両として、路線名と愛称・シンボルマーク、マークに合わせたシンボルカラーのラインが描かれている。